# جيمي أونيل (كاتب)
جيمي أونيل (بالإنجليزية: Jamie O'Neill)‏ هو كاتب سيناريو وصحفي وكاتب أيرلندي، ولد في 1962 في Dún Laoghaire ‏ في جمهورية أيرلندا.

## وصلات خارجية
- جيمي أونيل على موقع IMDb (الإنجليزية)